# Sphenomorphus courcyanum
Sphenomorphus courcyanum là một loài thằn lằn trong họ Scincidae. Loài này được Annandale mô tả khoa học đầu tiên năm 1912.